# 키미아 알리자데
키미아 알리자데 조누지(페르시아어: کیمیا علیزاده زنوزی, 불가리아어: Кимия Ализаде 키미야 알리자데, 1998년 7월 10일~)는 이란 출신 불가리아의 태권도 선수이다. 2016년 하계 올림픽 여자 태권도 페더급에서 동메달을 획득하여 이란 여성 선수로는 최초로 올림픽 메달을 획득했다. 2020년에 이란을 떠나 독일로 망명했으며 망명 기간 동안 난민 대표팀 선수로 뛰었고 2024년에 불가리아 국적을 취득하여 현재 불가리아 국가대표로 뛰고 있다.

## 선수 경력

### 이란 국가대표
2014년에는 중화인민공화국 난징에서 열린 2014년 하계 청소년 올림픽에서 금메달을 획득했고, 2015년 5월에는 러시아 첼랴빈스크에서 열린 2015년 세계 선수권 대회에서 2012년 하계 올림픽 우승자인 영국의 제이드 존스를 8강전에서 누르고 동메달을 획득했다. 
2016년 8월 브라질 리우데자네이루에서 열린 2016년 하계 올림픽 여자 태권도 페더급에서 동메달을 획득하여 이란 여성 선수로는 최초로 올림픽 메달을 획득했다.
2017년 6월 대한민국 무주에서 열린 2017년 세계 선수권 대회에서는 코트디부아르의 뤼트 그바그비의 뒤를 이어 준우승을 차지했다. 이듬해인 2018년 5월에는 베트남 호찌민에서 열린 2018년 아시아 선수권 대회에 참가하여 동메달을 획득했다.

### 망명 및 난민 국가대표
2020년 1월 10일 이란 정부를 비판하며 다른 나라로의 망명을 선언했다. 이후 인스타그램을 통해 이란의 여성 억압 때문에 이란을 떠나는 결정을 했다고 밝혔다.
이란을 떠난 후에는 독일에 정착했으며  그 곳에서 난민 지위를 취득했다. 2021년에 도쿄에서 열리는 2020년 하계 올림픽에 이란 대표로 참가하는 것을 포기하고 독일 대표로 참가하려고 했지만, 독일 국적을 취득하지 못하여 결과적으로 난민 올림픽 팀으로 참가했다. 그녀는 동메달 결정전에서 튀르키예의 하티제 퀴브라 일귄에게 패하여 메달 획득에 실패했다.
2022년 5월에는 영국 맨체스터에서 열린 2022년 유럽 선수권 대회에 난민팀으로 참가하여 동메달을 획득했다.

### 불가리아 국가대표
2024년 3월 알리자데는 불가리아 시민권을 취득하여 불가리아 국가대표 선수로 뛰기 시작했다. 그 해 5월 베오그라드에서 열린 유럽 선수권 대회에서 영국의 알리야 파월을 꺾고 금메달을 획득했다. 8월에는 프랑스 파리에서 열린 2024년 하계 올림픽에 참가했다. 16강전에서 이란의 나히드 키아니에게 패했으나 패자부활전에서 튀니지의 샤이마 투니를 꺾고 동메달 결정전에 진출했다. 동메달 결정전에서는 중국의 뤄쭝스를 꺾으며 동메달을 획득했다.